# Erythrostemon gilliesii
Erythrostemon gilliesii (Hook.) Klotzsch è un arbusto o piccolo albero della famiglia delle Fabacee. In Italia è conosciuto perlopiù come poinciana, dal nome del genere al quale era assegnato in precedenza, oppure uccello del paradiso.

## Descrizione
La pianta cresce fino a 1-4 m di altezza, a seconda della quantità di precipitazioni. In coltivazione raramente supera i 3 m e fiorisce solo quando è alta meno di 1 m.
Le foglie sono bipennate, felciformi, lunghe 10-15 cm; portano 3-10 paia di foglie secondarie, ciascuna con 6-10 paia di foglioline lunghe 5-6 mm e larghe 2-4 mm. 
I fiori sbocciano in estate; sono disposti in racemi lunghi fino a 20 cm, ogni fiore ha cinque petali giallo pallido con 10 lunghi ed evidentissimi stami color cremisi. I frutti, a legume, sono densamente ricoperti da un fitto e corto tomento rossastro.

## Distribuzione e habitat
È spontaneo nelle regioni temperato-calde dell'Argentina e dell'Uruguay. Nei climi d'origine è generalmente sempreverde; altrove è parzialmente spogliante. Non sopporta gelate inferiori a −7 °C.